# Лебяжий Луг
Лебяжий Луг — деревня в Ивановском районе Ивановской области России, входит в состав Коляновского сельского поселения.

## История
В 1981 году Указом Президиума Верховного Совета РСФСР посёлок учебного хозяйства школы колхозных руководящих кадров переименован в Лебяжий Луг.

## Население
| 2010 |
| ---- |
| 356  |

## Инфраструктура
Действовало в советское время учебное хозяйство школы колхозных руководящих кадров